# Hrabstwo Bass Coast

Hrabstwo Bass Coast na mapie stanu Wiktoria

Hrabstwo Bass Coast (ang. Bass Coast Shire) – obszar samorządu lokalnego (ang. local government area) położony w południowo-wschodniej część stanu Wiktoria. Samorząd powstał w wyniku stanowej reformy samorządowej w 1994 roku z połączenia następujących hrabstw: Bass, Korumburra, Phillip Island, Woorayl oraz z City of Cranbourne i okręgu Wonthaggi.  
Powierzchnia samorządu wynosi 859 km² i liczy 27524 mieszkańców (dane z 2006 roku). Rada samorządu zlokalizowana jest w mieście Wonthaggi, złożona jest z siedmiu członków.. 
W celu identyfikacji samorządu Australian Bureau of Statistics wprowadziło czterocyfrowy kod dla Hrabstwa Bass Coast – 0740.